# Kap-York-Ratte
Die Kap-York-Ratte (Rattus leucopus) ist ein in der Region Australis verbreitetes Nagetier in der Gattung der Ratten. Sie bildet mit etwas über 20 anderen Arten innerhalb der Gattung die leucopus-Gruppe, die nach dieser Art benannt ist. Ihr deutscher Name bezieht sich auf die Kap-York-Halbinsel im Nordosten Australiens, wo das Typusexemplar gefangen wurde.

## Merkmale
Diese mittelgroße Ratte erreicht eine Kopf-Rumpf-Länge von 135 bis 210 mm, eine Schwanzlänge von 140 bis 210 mm und ein Gewicht von 90 bis 205 g. Es kommen 33 bis 40 mm lange Hinterfüße und 18 bis 24 mm lange Ohren vor. Das oberseitige Fell besteht aus borstigen dunkelbraunen bis schwarzen Haaren, aus einer grauen Unterwolle sowie aus verstreuten hellgrauen oder gelbweißen Stacheln. Die gelbweiße Variante kann leicht durchscheinend sein. Je nachdem welche Form an Haaren überwiegt, ist das Fell schwarzbraun, rotbraun oder hellbraun. Auf der Unterseite kann cremefarbenes, hellgraues oder weißliches Fell vorhanden sein. Oft hat die Unterseite eine leichte bräunliche Tönung und bei einigen Exemplaren ist ein Brustfleck rotbraun. Eine Population ist durch einen schwarzen Augenring gekennzeichnet. Allgemein ist das Fell von Jungtieren weicher und dunkler.
Auf den braunen Ohren sind nur wenige Haare vorhanden und der Schwanz ist im Prinzip nackt. Abhängig von der Population kann er hellbraun mit oder ohne weiße Punkte sein. Es gibt auch Exemplare mit einem weißen Abschnitt mittig oder am Ende. Von den sechs paarig angeordneten Zitzen der Weibchen befinden sich zwei auf der Brust und vier im Leistenbereich. Auf der Kap-York-Halbinsel können die Tiere leicht mit der Australischen Buschratte (Rattus fuscipes) verwechselt werden. In dieser Region kommt die Kap-York-Ratte mit schwarzen Augenringen vor.

## Verbreitung
Dieses Nagetier ist mit zwei disjunkten Populationen im Osten der Kap-York-Halbinsel verbreitet und es lebt im Süden und Osten von Neuguinea sowie auf den Aru-Inseln. Die Individuen halten sich im Flach- und Bergland bis 1200 Meter Höhe auf. Als Habitat dienen feuchte Wälder, Galeriewälder und Gärten.

## Lebensweise
Die Kap-York-Ratte sucht nachts nach Nahrung, indem sie in der Laubschicht gräbt. Sie frisst meist Nüsse und Früchte, die auf den Boden gefallen sind und nimmt zusätzlich Insekten und selten Pilze zu sich. Die Exemplare schlafen am Tage in einem selbstgegrabenen Loch in der Laubschicht. Auch Freiräume zwischen Wurzeln oder in halbverotteten Holzklötzen werden gern genutzt. Manchmal ist der Bau komplex mit mehreren Gängen, so dass einige Individuen Platz finden.
Pro Jahr kommen bis zu drei Würfe mit 2 bis 5 Nachkommen vor. Die Trächtigkeitsdauer liegt bei 21 bis 24 Tagen. Verglichen mit anderen australischen Ratten erfolgt die Entwicklung der Jungtiere langsam. Sie öffnen ihre Augen nach etwa 21 Tagen und werden ungefähr 24 Tage gesäugt. Die Geschlechtsreife tritt nach drei Monaten ein und etwa einen Monat später gebären Weibchen ihre ersten Nachkommen.

## Gefährdung
Die Kap-York-Ratte wird von der IUCN aufgrund fehlender Bedrohungen und einer stabilen Gesamtpopulation als nicht gefährdet (least concern) gelistet.